# Phlogacanthus turgidus
Espèce
Classification APG III (2009)
Phlogacanthus turgidus est une espèce de plantes à fleurs de la famille des Acanthaceae originaire d'Asie.

## Synonymes
- Cystacanthus turgida.